# Cyrtandra fuscovenosa
Cyrtandra fuscovenosa är en tvåhjärtbladig växtart som beskrevs av Olive Mary Hilliard och Brian Laurence Burtt. Cyrtandra fuscovenosa ingår i släktet Cyrtandra och familjen Gesneriaceae. Inga underarter finns listade i Catalogue of Life.